# Annabel Romedenne
Pour les articles homonymes, voir Romedenne (homonymie).
Annabel Romedenne, née le 28 juillet 1972 à Liège, est une joueuse de squash représentant la Belgique. Elle est championne de Belgique en 2007.

## Biographie
Dans sa jeunesse, elle fait du tennis de table à haut niveau. A l'âge de vingt ans, elle se tourne vers le squash et à vingt-quatre ans, elle intègre l'équipe nationale.
Aux championnats d'Europe de squash en 2006, elle s'incline en demi-finale face à Jenny Duncalf. Depuis sa retraite sportive, elle est coach sportif.

## Palmarès

### Titres
- Championnats de Belgique : 2007